# Partie d'échecs (Sofonisba Anguissola)
Pour les articles homonymes, voir La Partie d'échecs (homonymie).
Partie d'échecs (en italien : Partita a scacchi) est un tableau réalisé en 1555 par la peintre italienne Sofonisba Anguissola. Le tableau est signé et daté sur le bord par l'autrice avec l'inscription en latin : sophonisba angussola virgo amilcaris filia ex vera effigie tres suas sorores et ancilam pinxit mdlv qui signifie : « Sofonisba Angussola fille vierge d'Amilcare a peint le véritable portrait de ses trois sœurs et d'une servante 1555 ».
La peintre représente sur la toile ses trois jeunes sœurs jouant aux échecs dans une ambiance familiale paisible. Les échecs sont un sujet inhabituel pour un tableau du XVIe siècle, le symbole d'un engouement pour ce jeu et l'indication d'un développement de la pensée abstraite. Le tableau est considéré par les historiens d'art comme révolutionnaire pour la formation de la peinture de genre et du portrait informel de groupe, comme un projet complexe et ambitieux. Selon le professeur de l'Université du Commonwealth de Virginie Frederica Jacobs, l'artiste a transformé le portrait officiel en un portrait de groupe informel dont les personnages sont réunis dans une activité commune.

## Histoire de la création du tableau et son destin

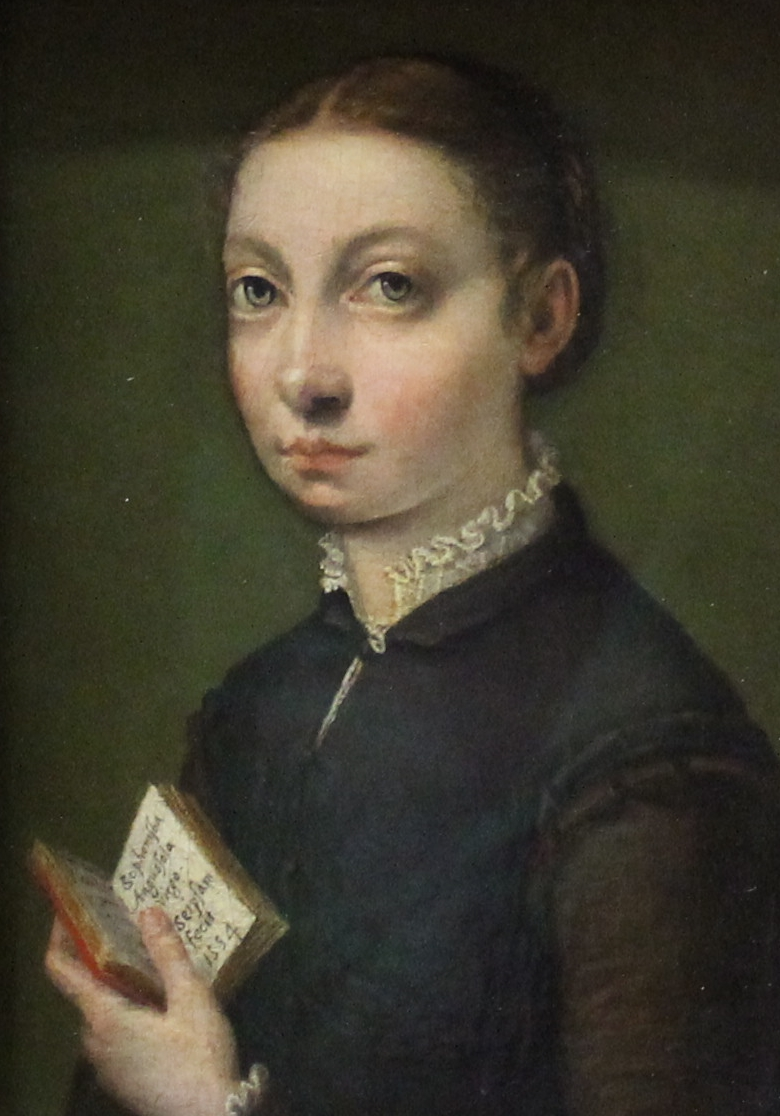
Sofonisba Anguissola. Autoportrait. 1554

La technique utilisée pour réaliser le tableau est la peinture à l'huile sur toile. Les dimension sont 72 × 97 cm. L'historien d'art Flavio Caroli (it) donne d'autres dimensions : 70 × 94 cm. L'emplacement actuel du tableau est le Musée national de Poznań, en Pologne (à l'inventaire sous le n° FR 434, ou selon d'autres données MO 39). Le tableau se trouvait, quelque temps après sa création, dans la maison de la famille de l'artiste, où il a été décrit par l'architecte et écrivain italien, fondateur de l'art moderne, Giorgio Vasari, en 1566. Quand il a visité la maison du père de l'artiste, Sofonisba était déjà en Espagne, où elle était artiste-peintre et dame de compagnie au service de la reine Élisabeth de France (appelée aussi Élisabeth de Valois), la troisième épouse du roi Philippe II. C'est dans la maison paternelle de Crémone que Vasari a pu voir le tableau représentant les sœurs jouant aux échecs. Il en a laissé une mention admirative dans ses mémoires :

« …je dois dire que j'ai vu, dans la maison de son père à Crémone, cette année, un tableau qu'elle a peint avec beaucoup de soins représentant trois de ses sœurs jouant aux échecs, ainsi qu'une vieille servante, si vivantes qu'il semble qu'il ne leur manque que la parole. »,

— Giorgio Vasari

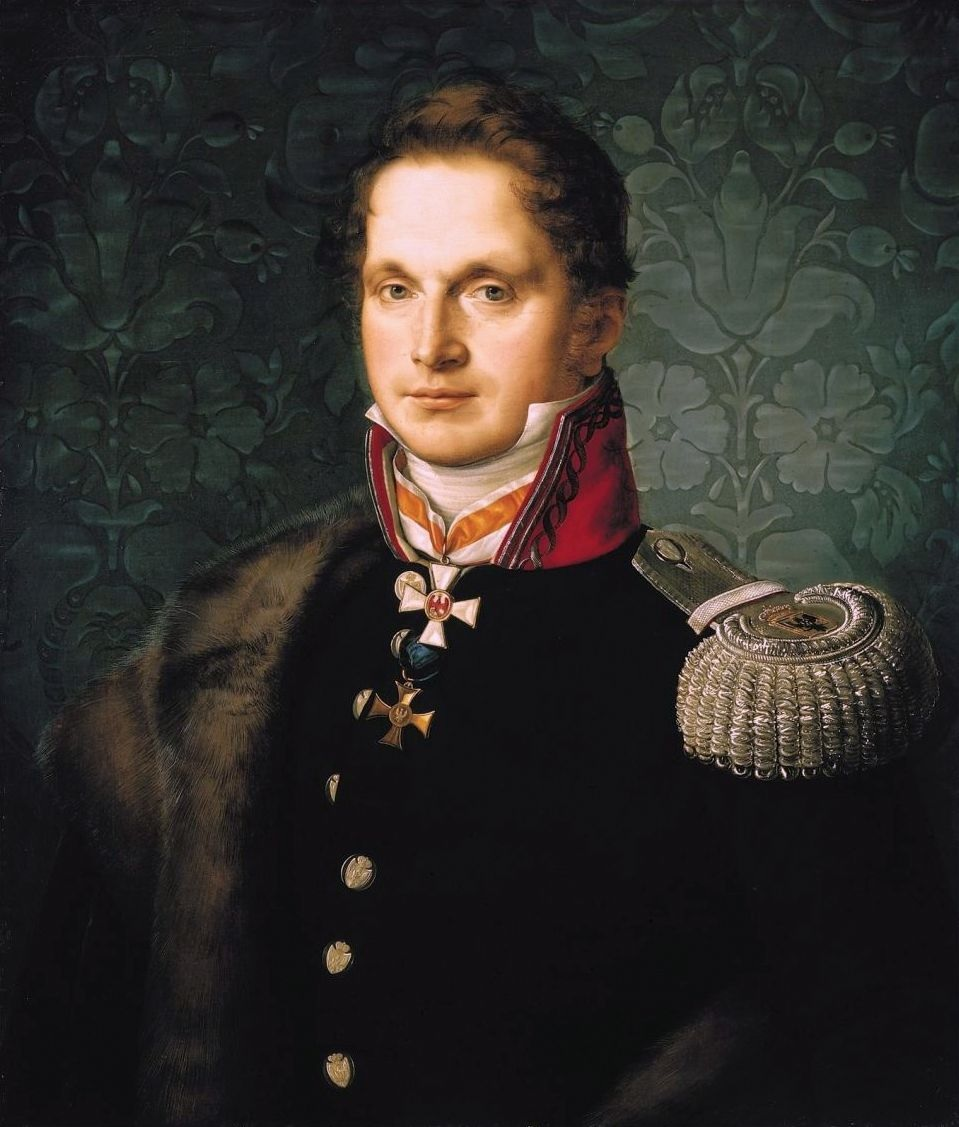
Comte Atanazy Raczyński en 1826

Ce tableau donne à plusieurs chercheurs un motif d'attribuer à Sofonisba Anguissola l'invention de la peinture de genre,,. Cent ans avant le début de la diffusion de ses toiles, elle créait des images de la vie quotidienne. Ces scènes formaient une sorte d'album de famille. La représentation de ses sœurs lors d'une partie d'échecs est la plus célèbre de ses peintures. Le tableau peut également être interprété dans un esprit féministe comme cela se manifeste dans l'étude de Mary Garard Andrews (en) (1852-1936). 
En 1725, Partie d'échecs est présent dans le catalogue du Palais Farnèse à Parme et en 1770 au Palais royal à Naples. La technique de l'estampe a permis de réaliser à la fin du XVIIIe siècle des impressions en couleur à la demande de Dominique Vivant Denon, plus connu sous le nom de baron Denon, un graveur, égyptologie-amateur français, fondateur et premier directeur du Musée du Louvre. Plus tard, le tableau s'est retrouvé à Paris, Berlin et finalement en Pologne. À l'époque des guerres napoléoniennes, la toile passe dans les collections de Lucien Bonaparte. En 1812, le catalogue Leonetti le mentionne dans ses collections. En 1823, le tableau est acheté par Atanazy Raczyński à Paris lors de la vente de la collection de Lucien Bonaparte pour le prix de 3 000 francs français,. Amateur d'art, ce Polonais d'origine a été ambassadeur en Prusse, puis à Copenhague, et enfin à Lisbonne et Madrid. Raczyński a rassemblé une grande collection de peintures, aussi bien anciennes que modernes. Par testament, il légua sa collection au gouvernement de Prusse. Le tableau a alors été placé à Berlin dans le palais Raczyński. Quand ce palais a été détruit pour construire le nouveau bâtiment du parlement allemand, la collection a été transférée dans la galerie de Poznań. 
Le tableau a été exposé à plusieurs reprises lors de grandes expositions internationales. Parmi le dernières : l'exposition Picturing Identities à Londres dans la galerie d'art Brun Fine Art en 2017, en 2015 ; au centre des beaux-arts (BOZAR) à Bruxelles lors de l'exposition Le monde du sultan : Empire ottoman dans l'art de la Renaissance (anglais : «The Sultan's World: The Ottoman Orient in Renaissance Art»). Le tableau a également été représenté en 2013 sur un timbre-poste du Mozambique dans la série Le jeu d'échecs et la peinture composée de quatre timbres.

## Sujet du tableau

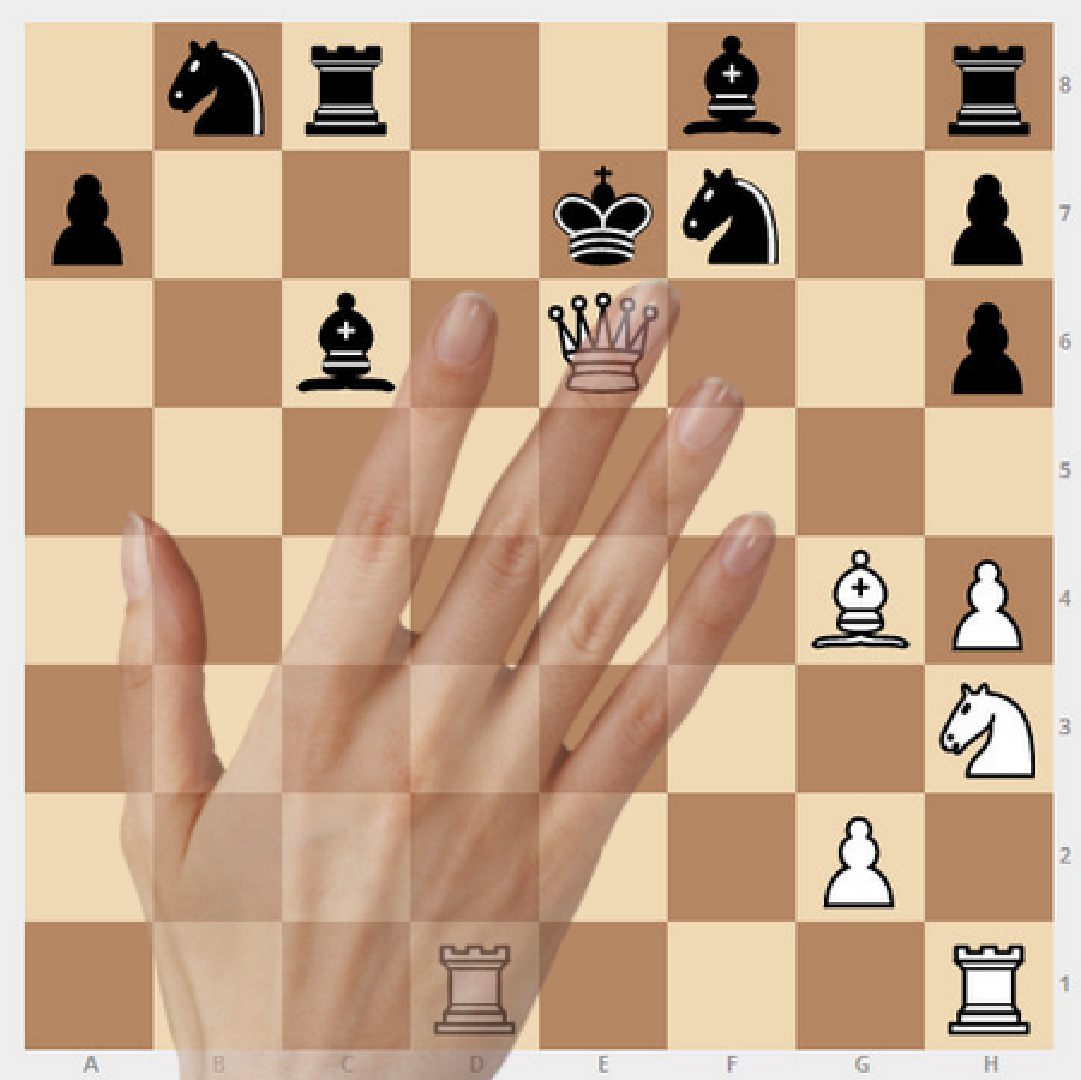
Reconstitution de la positions des pièces sur le tableau de Sofonisba Anguissola

Le tableau représente trois jeunes sœurs de l'artiste, qui sont réunies autour d'un échiquier avec leur femme de chambre plus âgée. La plus jeune des filles, Minerva, regarde avec un sourire espiègle vers Europa (qui est à droite du spectateur et lève la main droite pour montrer son acceptation de la défaite). Europa regarde Lucia Anguissola, qui a gagné la partie. Lucia se tourne vers le spectateur en souriant pour partager sa joie d'avoir gagné. Ce spectateur, selon Betsy Fulmer, ne peut être que l'auteur du tableau, c'est-à-dire la sœur aînée Sofonisba. Gerry Wolfson-Grande interprète le tableau autrement. Pour lui, l'aînée Lucia est sur le point de déplacer une de ses pièces et recherche l'approbation ou une autre réaction de sa sœur Sofonisba occupée à peindre la scène du tableau. Son adversaire, Europa, craint que Lucia fasse un mouvement audacieux dans le jeu et attend avec impatience de voir lequel pour y répondre habillement. L'attitude de Minerva, qui ne joue pas, implique qu'elle sympathise avec Lucia, à voir son sourire jubilatoire en regardant Europa. Gerry Wolfson-Grande admet que Lucia soit sur le point de mettre son adversaire échec et mat et que Minerva attende simplement que ce soit fait pour pouvoir lancer des moqueries sur Europa vaincue. La servante, représentée au bord du tableau, regarde avec prudence pour connaître le résultat de la partie. Les critiques d'art Borghini et Simons interprètent la scène autrement : Lucia, l'aînée des trois sœurs est embarrassée. À droite, Europa semble donner une leçon à ses sœurs. Quant à la jeune Minerva, elle sourit et la servante écoute le bavardage des trois filles,.
La position des pièces dans le tableau n'est représentée qu'aux trois quarts. La main de Lucia cache le quart restant. La pièce que Lucia tient en main n'est pas identifiable. Dans sa main gauche, elle tient la dame noire déjà retirée du jeu, ce qui peut apparaître comme un signe prémonitoire de la victoire des pièces blanches de Lucia.

## Les personnages représentés sur le tableau

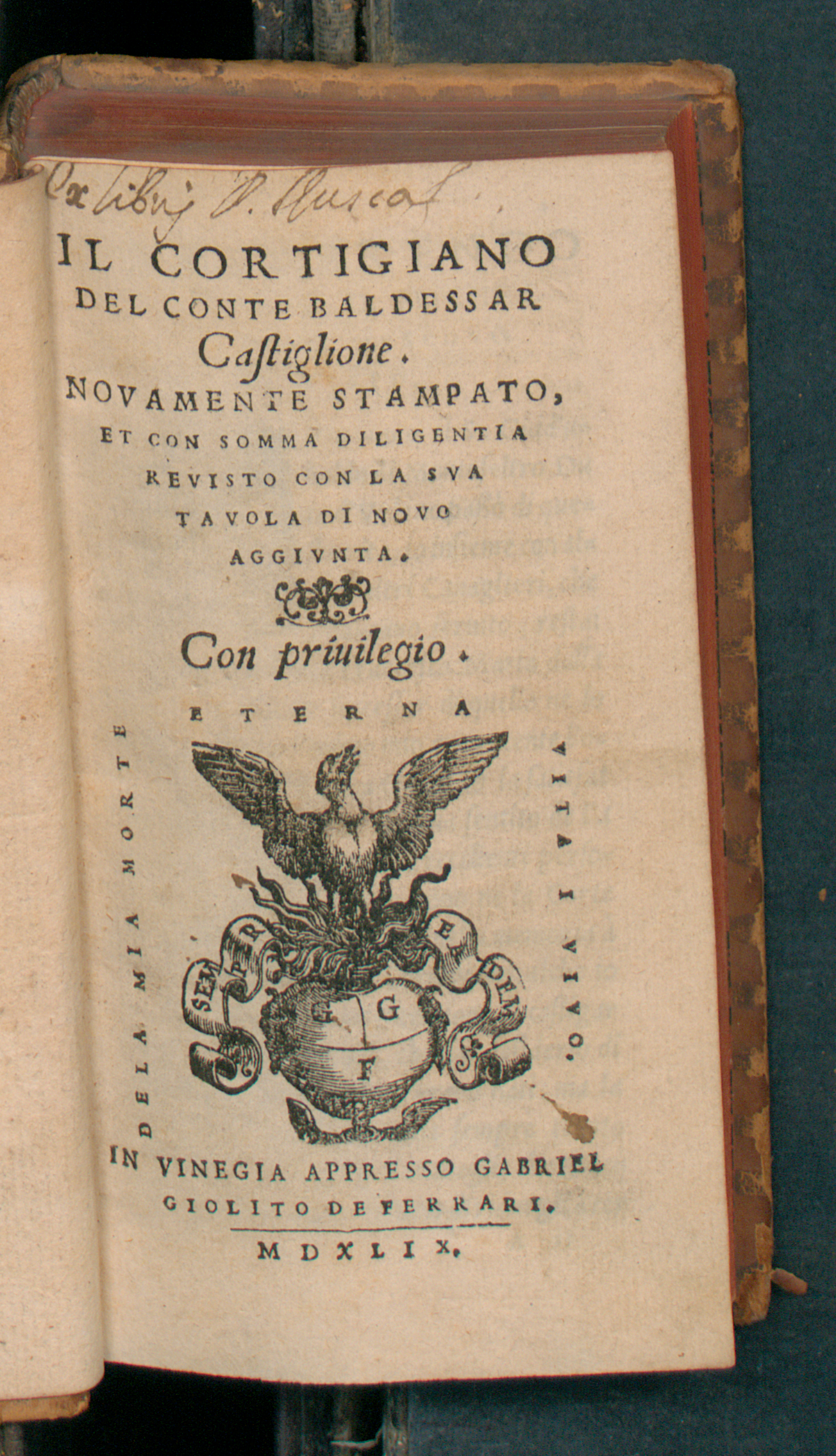
Édition du livre de Baldassare Castiglione, Le Livre du courtisan, 1549

Dans la famille Anguissola, les enfants, garçons et filles, apprenaient et jouaient ensemble, rivalisaient entre eux. Ils étaient stimulés par des thèmes de jeu de l'Antiquité du fait des prénoms que leur avaient donnés leurs parents. Amilcar Anguissola instruisait ses filles sur base des recommandations de Baldassare Castiglione, énoncées dans son ouvrage Le Livre du courtisan. En éduquant ainsi ses filles, leur père souhaitait, selon Cecilia Gamberini, investir dans leur avenir en leur donnant les moyens d'occuper de hautes fonctions dans les cours européennes, d'obtenir des appuis influents et des dots par des mariages. Citant une source de la fin du XVIe siècle, Cecilia Gamberini décrit les connaissances nécessaires pour pouvoir entrer dans les cours et y exercer des responsabilités : pratiquer tous les jours la lecture, la calligraphie, le chant, les cours de musique instrumentale, de contrepoint, de calcul avec l'abaque et le jeu d'échecs. Les sœurs étaient bien connues dans leur ville natale, elles donnaient à Crémone des concerts de musique de chambre à l'épinette, au luth, à la flûte, à la lira da braccio, organisaient des débats improvisés en latin sur des thèmes philosophiques, historiques et mythologiques, des lectures publiques de poèmes en latin ou en italien.
Sur le tableau, trois des six sœurs Anguissola sont représentées (Anguissola, Elena, Lucia, Europa, Anna Maria et Minerva), qui ont comme père un aristocrate de Gênes du nom d'Amilcare Anguissola. À droite du tableau est représentée leur femme de chambre :
- Lucia Anguissola, née en 1536 ou 1538, décédée vers 1565, un an avant que Giorgio Vasari ne visite la maison Anguissola à Crémone en 1566[28], est la fille du peintre Amilcare Anguissola. Un seul tableau est daté et reconnu à son nom : Portrait de Pietro Maria, docteur à Crémone (début des années 1560). Les œuvres de Lucia ressemblent peu par leur style et leur technique à celles de sa sœur aînée Sofonisba. Lucia était considérée parmi les contemporains comme la plus talentueuse des sœurs. C'est pourquoi l'hypothèse a été émise suivant laquelle plusieurs peintures attribuées à Sofonisba étaient en réalité des œuvres de Lucia[29].

- Europa Anguissola (it) (vers 1542 - vers 1578)[30] est la fille d'Amilcare Anguissola, artiste-peintre, elle est une ancienne étudiante du peintre historien et architecte Antonio Campi (1524-1587) dont elle a bénéficié de la protection. On suppose qu'elle a créé deux tableaux pour l'église Sainte-Hélène de Crémone[29]. L'église est détruite en 1808, toutefois Germaine Greer rapporte que les deux tableaux d'Europa peuvent encore être vus dans l'église paroissiale de Vidiceto (it), village de la banlieue de Crémone. À la pinacothèque de Crémone est exposée une œuvre en cuivre La Madone de Scodella, vraisemblablement créée par Europa[31].

- Minerva Anguissola serait née entre 1543 et 1546 et décédée en 1564. Elle connaissait bien le latin et l'italien, et a commencé à enseigner. Les contemporains l'appelaient la modèle favorite de ses sœurs artistes-peintres[32].

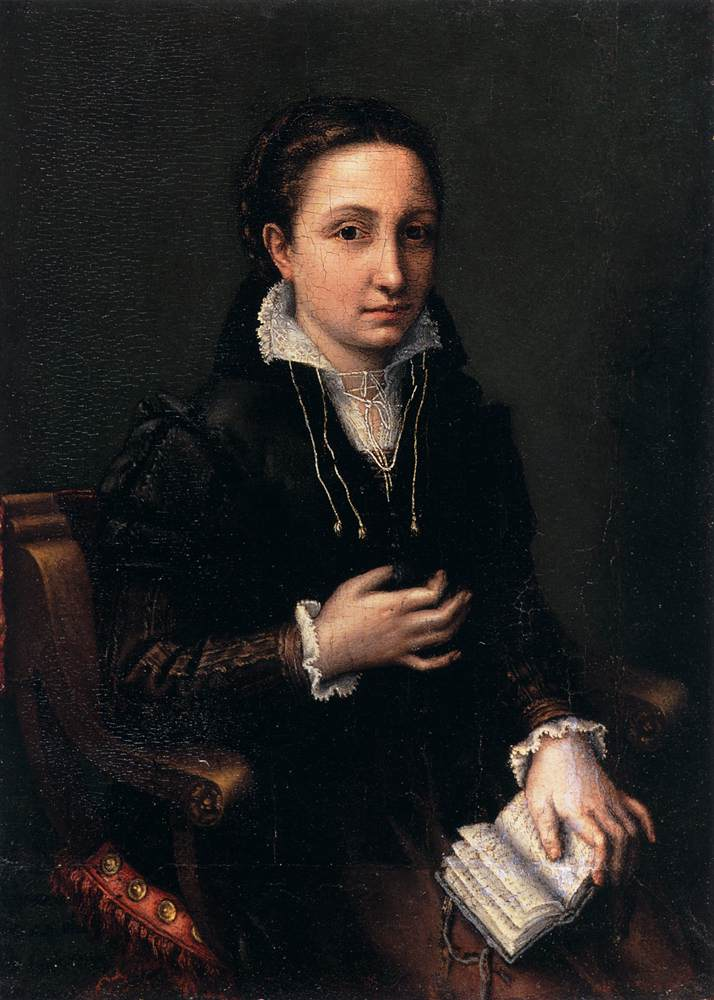
Autoportrait, par Lucia Anguissola (1557)
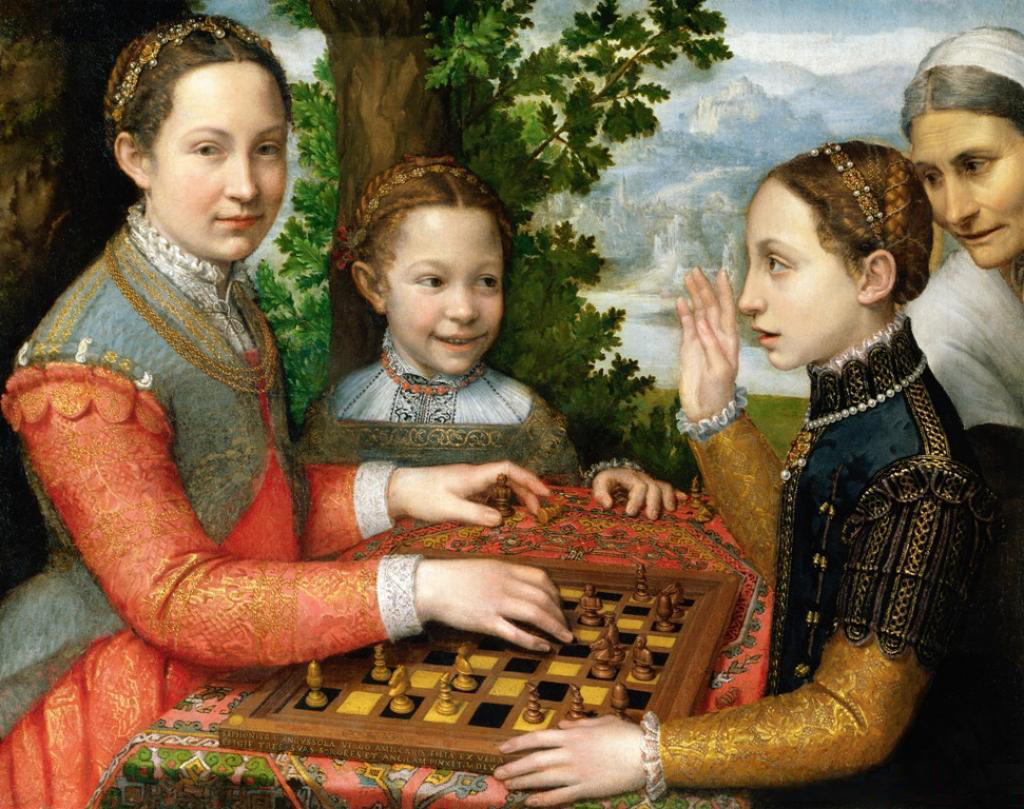
Jeu d'échecs, par Sofonisba Anguissola (1555)
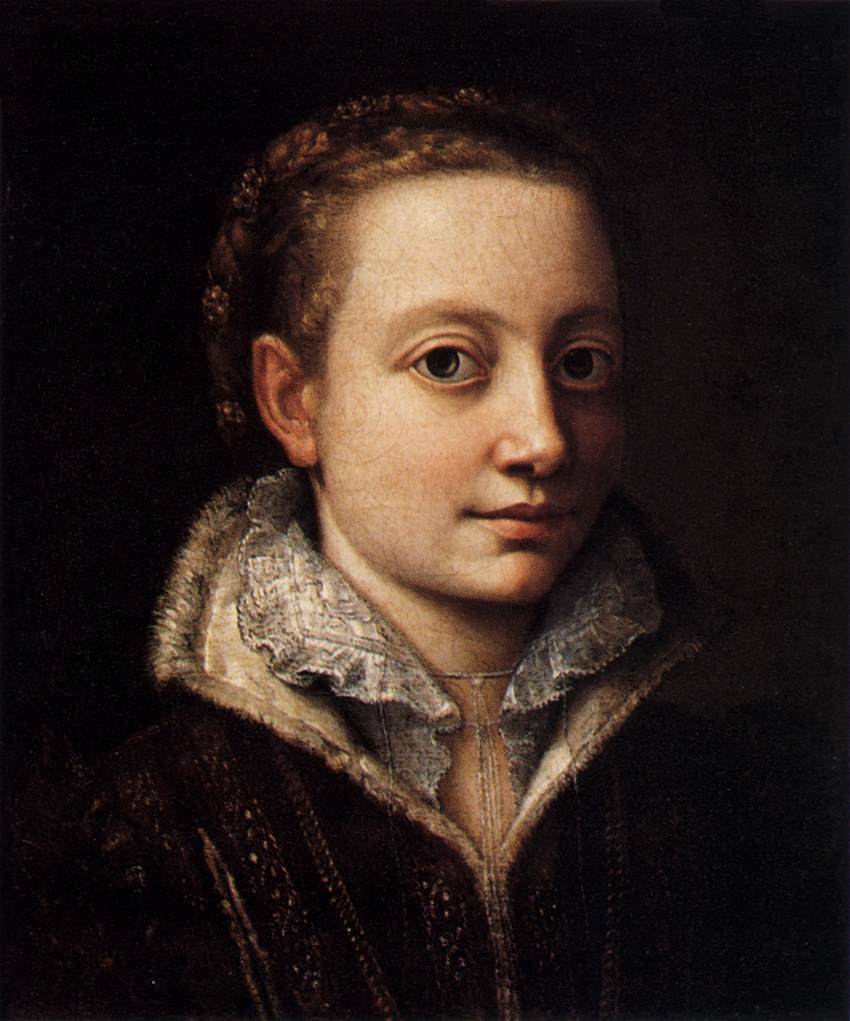
Portait de Minerva Anguissola, par Sofonisba Anguissola (deuxième moitié du XVIe siècle)
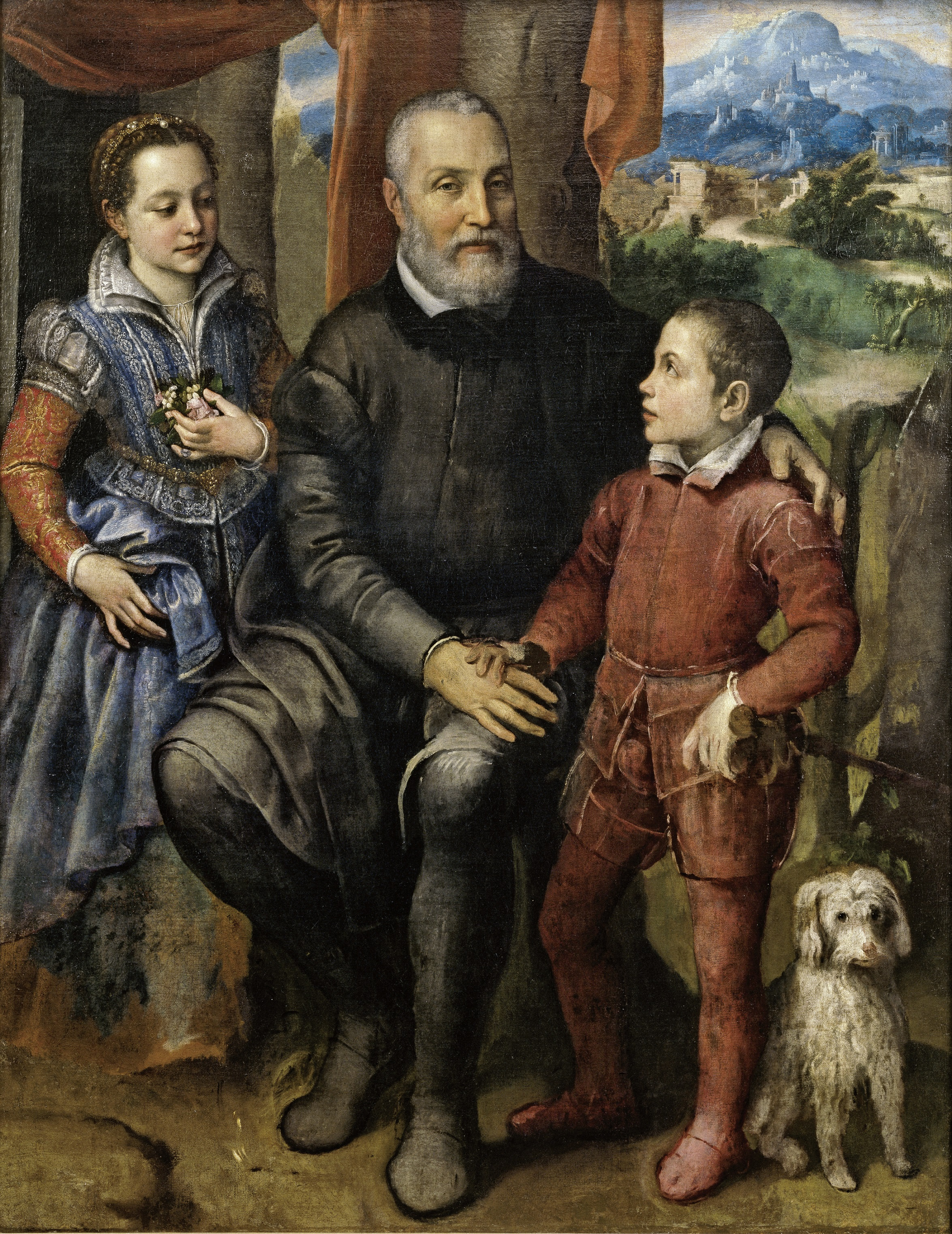
Portrait d'Amilcare avec sa fille Minerva et son fils Asdroubal, par Sofonisba Anguissola (vers 1559)

## Interprétation du tableauPartie d'échecs
Pour interpréter le tableau, il est important de savoir que les règles du jeu d'échecs ont subi des modifications peu de temps avant la création de la toile. Dans l'histoire du jeu d'échecs, du xve au XVIIe siècle se sont produits des modifications de règles qui ont commencé en Italie vers 1510. Les historiens parlent même de nouveaux échecs, car ces règles nouvelles ont révolutionné le jeu. Parmi les innovations, celles concernant la pièce de la reine consistent à la rendre la pièce la plus puissante, capable de se déplacer sur un nombre illimité de cases dans n'importe quelle direction, à la fois horizontalement et verticalement sur l'échiquier. La modification concernant les pions consiste en la possibilité de les déplacer de deux cases à partir de leur position de départ. Le fou a pu se déplacer sur plusieurs cases en diagonale et non plus sur une seule comme auparavant. La représentation des échecs dans la tableau d'Anguissola est en réalité un commentaire sur les rôles sociaux traditionnels et non traditionnels des filles d'Amilcare Anguissola. Les échecs exigent de la patience, de l'intelligence, l'art de la stratégie et une émulation, toutes qualités qui n'étaient pas associées aux femmes à l'époque de la Renaissance. Patricia Simons souligne qu'à l'époque les femmes étaient représentées jouant aux échecs dans un contexte moralisateur négatif ou romantique et érotique. Les sœurs Anguissola, quant à elles, apprécient surtout la dimension intellectuelle des échecs dans ce tableau. Par ailleurs, le jeu d'échecs était considéré comme une occupation de la caste aristocratique de la société.

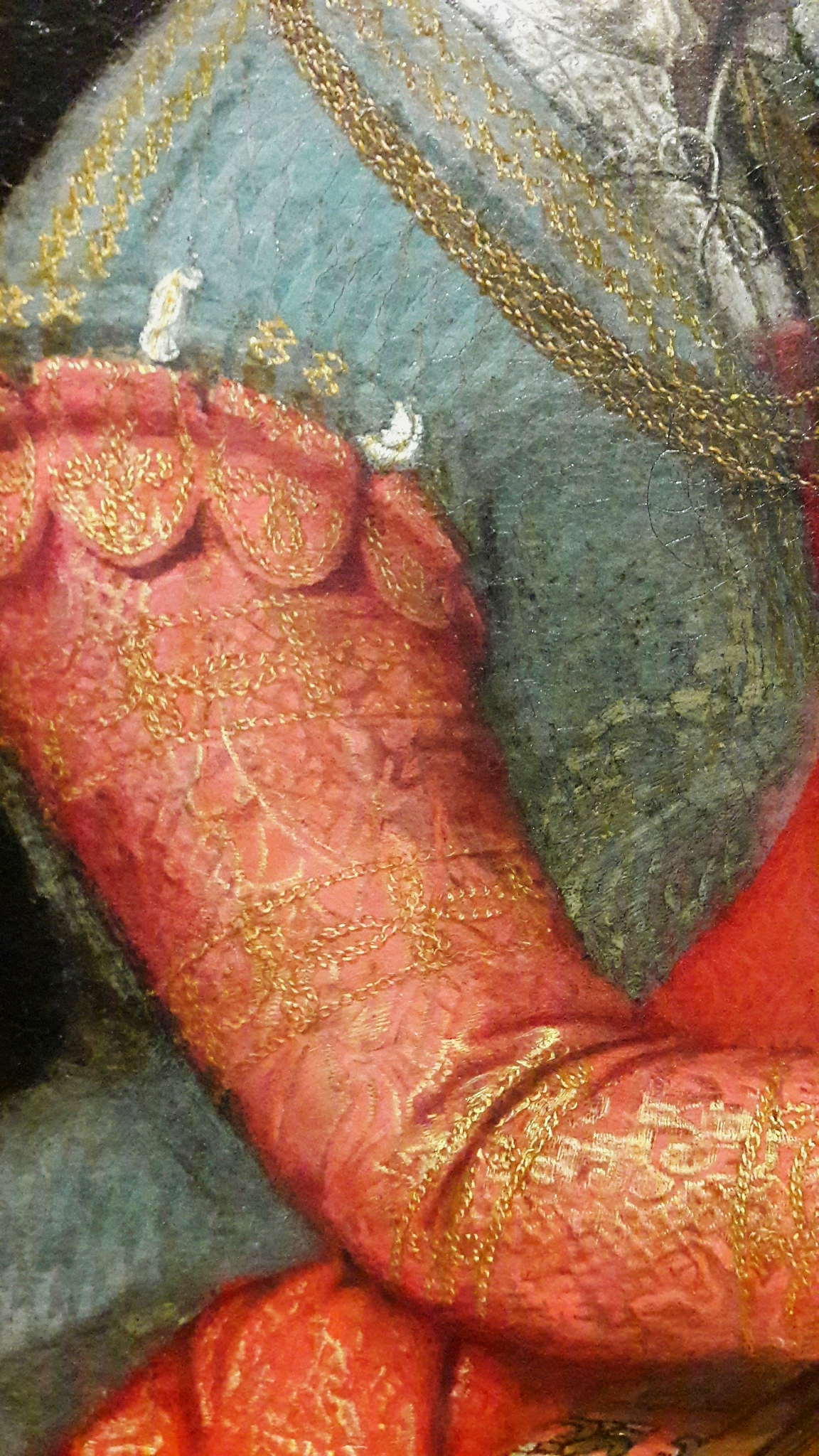
Décor de la manche de Lucia sur la toile d'Anguissola.

Lisa Hanes observe que l'artiste, invisible au spectateur, qui peint la toile, forme avec les personnages un carré de composition imaginaire qui transmet l'intimité des relations entre les personnages et les protège. Cette manière de présenter ses personnages diffère des portraits d'autres artistes de la même époque. Les jeunes filles sont bien habillées, comme il sied à leur statut social, mais leur toilette n'est pas extravagante, ce qui est souvent le cas pour des portraits de personnages qui sont présentés seuls. Lisa Hanes attire aussi délibérément l'attention du spectateur sur les tissus luxueux et les broderies coûteuses que la peintre représente, ce qui souligne la féminité des trois sœurs. Cortney Cronberg Barko, quant à elle, insiste dans son article sur le fait que la composition du tableau ne suggère pas que les jeunes filles ont besoin les unes des autres. Le peintre présente trois personnages indépendants. Lucia ne regarde même pas ses deux sœurs, elle regarde directement le spectateur du tableau comme pour affirmer son indépendance vis-à-vis de ses plus jeunes sœurs. Le critique estime que Sofonisba souhaite refléter dans sa peinture le fait qu'en grandissant, les plus jeunes verront leur personnalité se développer vers plus d'indépendance. 
Le jeu d'échecs a longtemps été perçu comme une métaphore de la guerre et des relations féodales. Betsy Fulmer, critique d'art, estime qu'il est significatif qu'Anguissola peint ses sœurs jouant à ce jeu intellectuel. Les échanges de regards entre les sœurs indiquent, selon Mary Garrard et Betsy Fulmer, les directions des transferts de compétence et de connaissances entre elles. Minerva regarde Europa qui a déjà été formée par Sofonisba. Europa regarde sa sœur plus âgée, Lucia, qui elle-même regarde l'artiste en train de peindre, c'est-à-dire Sofonisba. La séquence des regards entre les jeunes filles mène finalement à cette dernière qui est la plus âgée et la plus parfaite dans l'art de peindre. Mary Garrard note que les filles sont en compétition entre elles et se regardent l'une l'autre comme des modèles, comme des enseignantes ou comme des élèves. Mais elle note également que les styles personnels sont faiblement différenciés, chacune reprenant délibérément les découvertes stylistiques et de composition des autres. Cela a conduit à ce que le même tableau puisse être attribué par différents historiens d'art à des sœurs différentes. 
Gerry Wolfson-Grande suggère que la hiérarchie existant entre les sœurs entre en corrélation avec la hiérarchie des pièces d'échecs. La petite Minerve peut alors être vue comme un petit pion qui deviendra une dame. Wolfson-Grande note, de même que Patricia Simons, que la toile montre un côte intellectuel et non divertissant du jeu d'échecs. Mais il est aussi « une occasion de plaisir, de gestes émotionnels et d'intimité familiale ». Le sourire de la petite Minerva acquiert un sens supplémentaire en invitant les spectateurs à considérer que les quatre filles peuvent rivaliser avec les hommes dans le domaine intellectuel à un niveau sérieux, tout en se divertissant.
Le critique Bernardino Campi observe que sur le tableau, Sofonisba garde le contrôle de la scène, car elle est la seule qui possède une vue en perspective totale. Elle est incluse dans la structure des regards échangés entre les personnages. La composition du tableau est soigneusement conçue pour révéler un sens plus profond pour ceux qui connaissent la famille de l'artiste. L'historienne Betsy Fulmer suggère que le public principal du tableau était la famille de l'artiste, les autres spectateurs devaient être des familiers habitués à la situation décrite sur la toile. L'artiste agit en tant que participant invisible et commentateur de la scène du tableau.
Selon la chercheuse Mary Garrard, le tableau de Sofonisba est un échantillon rare sinon unique d'une partie d'échecs dont les participants et l'auteur-spectateur ne sont que des femmes, ce qui est une confirmation, selon elle, que l'artiste reconnaissait les hautes capacités intellectuelles de la femme. Le jeu d'échec était reconnu comme une activité hautement intellectuelle dès la Renaissance. Selon Garrard, le tableau pourrait être aussi une métaphore de la maîtrise de soi nécessaire pour ce jeu et pour les activités créatives.

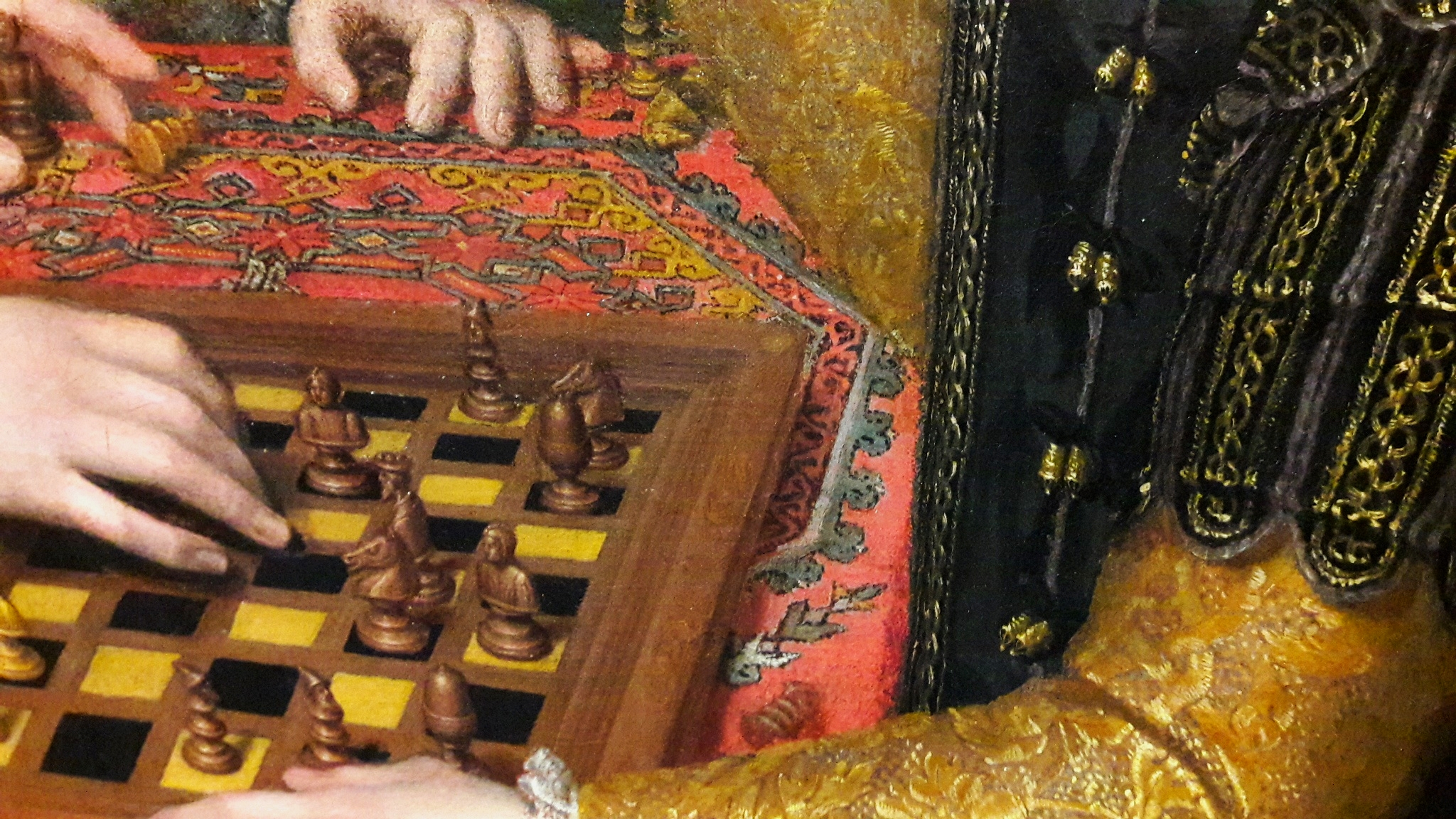
Figures d'échecs et buste d'une joueuse sur le tableau d'Anguissola

Dans le tableau Partie d'échecs, selon Kathleen Burk, le peintre présente un nouvel élément dans le genre du portrait : le rire. Les sourires étaient rares dans les portraits de l'époque, mais Sofonisba Anguissola expérimentait activement ce style. Même dans les portraits officiels, où les personnages devraient être très sérieux, elle utilise un large éventail d'humeurs allant du sourire à des expressions du visage des plus bizarres. Sabrina Abbot remarque que la peinture est devenue le premier portrait du XVIe siècle à présenter des personnages dans une relation aussi vivante et informelle, ce qui en fait une œuvre révolutionnaire.
Le critique Nikolas Sfikas observe que Partie d'échecs est le premier portrait d'un groupe de femmes sur fond de campagne devant un échiquier. Selon lui, les rares pièces d'échecs en forme de bustes datent du  XVIe siècle et présentent une valeur particulière. L'artiste est extrêmement attentive à la représentation des vêtements des sœurs : elle souligne le jeu subtil de la lumière sur les fils d'or des tissus. Les colliers et les bandeaux portés par les jeunes filles, la nappe décorative sous l'échiquier sont transcrits dans le détail et montrent le statut social d'une famille aisée. Orietta Pinessi a remarqué la beauté du paysage du fond du tableau, marqué par la prédominance des couleurs azur et perle.